# Elise Müller
Elise Maria Müller (* 15. September 1782 in Bremen; † 30. Dezember 1849 ebenda) war eine deutsche Pianistin, Klavierlehrerin und Komponistin. 

## Biografie
Elise Maria Müller war die Tochter des Musikschriftstellers und Domkantors Wilhelm Christian Müller (1752–1831) und Maria Amalia Müller, geborene Buken. Ihr Bruder war Adolph Wilhelm Müller (1784–1811). Beide Kinder erhielten Musikunterricht durch ihren Vater und konnten schon mit vier Jahren Klavier spielen. Bei den regelmäßigen Hauskonzerten wirkten sie mit. Ihr erstes öffentliches Konzert fand 1792 statt, als sie 10 Jahre alt war. Nach einem Unfall im kindlichen Alter war Müller dauerhaft verunstaltet und musste auch ihren Musikunterricht zeitweise unterbrechen.
1804 eröffnete sie in Bremen eine Erziehungs-Anstalt für Mädchen und unterrichtete dort Geographie, Geschichte, Musik, Grammatik, Französisch und Englisch. Sie trat weiterhin öffentlich als Pianistin auf. Die Allgemeine musikalische Zeitung berichtete 1807: „Unter den Dilettanten zeichnen sich auf dem Pianoforte zwey Frauenzimmer aus, welche mehrmals in Konzerten gespielt haben; nämlich: Mad. Sengstacke [Christiane Grund, verh. Sengstack] und Dem. Müller. Beyde spielen mit Leichtigkeit, Sicherheit und Ausdruck… Sie scheinen beyde vorzüglich an Mozarts und Beethovens herrlichsten Sachen zu hangen.“ 1807, bei einem Konzert in der Bremer Börse, spielt sie auch Violine. Seit 1804 scheint sie auch erstmals zu komponieren und 1817 berichtet Senator Johann Georg Iken (1786–1850) über ihre Kompositionen. Ihre Stärke blieb aber das Spiel.
1814 besuchten ihr Vater und sie Goethe in Wiesbaden und sie übersandte ihm 1817 vier Vertonungen, die dieser aber für „schwach“ hielt. 1815 waren Vater und Tochter sowie der Komponist und Domorganist Wilhelm Friedrich Riem an der Gründung einer Bremer Singakademie beteiligt. Die Schülerinnen ihrer Schule waren dabei in der Singakademie aktiv. 1820 musste sie das Erziehungs-Institut aus gesundheitlichen Gründen aufgeben. Im selben Jahr war sie als Komponistin von Liedern erstmals in der Öffentlichkeit. Sie verehrte als Komponist Ludwig van Beethoven. 1820/1821 besuchten Vater und Tochter auf ihren Reisen nach Österreich, Italien und die Niederlande u. a. Beethoven, Andreas Streicher, Nannette Streicher und Gioachino Rossini in Neapel. Nach dem Besuch schrieben sich die Müllers und Beethoven häufiger.
Nach 1821 unterrichtete Elise Maria Müller nur noch selten. 1833 konnte sie durch eine Krankheit in den Händen kaum noch Klavier spielen. Sie war seit den 1830er Jahren bis zu ihrem Tod mit dem Chronisten Karl August Varnhagen von Ense über einen umfangreichen Briefwechsel befreundet. 1837 korrigierte und veröffentlichte Robert Schumann Lieder von ihr. Danach schickte sie ihm mehrere Kompositionen, erhielt jedoch keine Antworten mehr. 1840 begegnete sie in Bremen Clara Wieck (Clara Schumann) und 1842 Robert Schumann persönlich.
Elise Müller spielte bevorzugt Werke von Beethoven, Wilhelm Friedrich Riem, Louis Ferdinand von Preußen, Mozart, Anton Halm und Johann Nepomuk Hummel. Ihr Vater kennzeichnete sie als „Pianoforte-Spielerin Beethoven’scher Werke“. Friedrich Wellmann äußert sich 1914: „Elise Müller ist später neben der berühmten Madame Sengstake die beste Klavierspielerin Bremens gewesen.“ Die meisten ihrer Kompositionen und ihre Liedtexte gingen in späteren Jahren verloren.
Sie stiftete testamentarisch u. a. die Elisenstiftung zum Wohl bedürftiger Dienstmädchen und bedachte auch den Großen Frauenverein von 1816 in Bremen.
An sie und ihre Familie gerichtete Briefe schenkte Elise zu einem erheblichen Teil ihrem Freund Karl August Varnhagen von Ense. Sie blieben in der Sammlung Varnhagen erhalten und werden heute in der Jagiellonischen Bibliothek aufbewahrt.